# Iglesia de la Inmaculada (Albalat de Taronchers)
La iglesia parroquial de la Inmaculada es un templo católico situado en la plaza de la Purísima Concepción, 6, en el municipio de Albalat de Taronchers. Es Bien de Relevancia Local con identificador número 46.12.010-001.

## Historia
Pudo tratarse inicialmente de una mezquita reconvertida en iglesia a raíz de la Reconquista. Durante unas obras de consolidación de 1988, se encontraron restos humanos y cerámicas de la época.
La parroquia se constituyó en 1574.
El edificio se construyó en los siglos XVIII y XIX. Se comenzó a construir en 1796, finalizándose en 1803. Fue restaurada en 1886 y nuevamente en 1996.

## Descripción

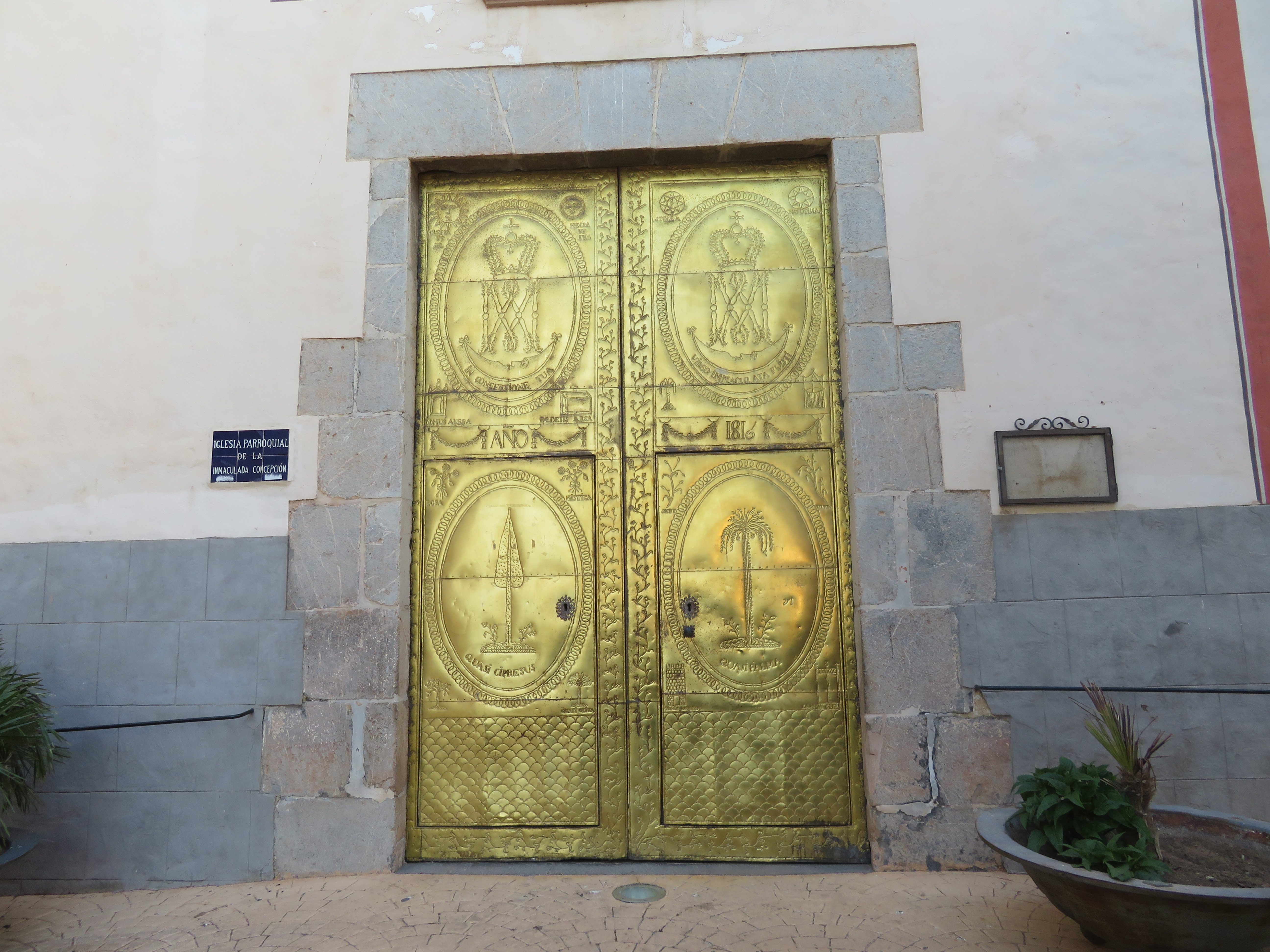
Puerta dorada

La construcción es de estilo neoclásico. Destaca la cúpula y las cuatro conchas decoradas con motivos bíblicos: Adán y Eva expulsados del Paraíso, el Arca de Noé, Jacob y Moisés con las zarzas ardiendo, y una vidriera de la Inmaculada Concepción.